# Echichens
Echichens är en ort och kommun i distriktet Morges i kantonen Vaud, Schweiz. Kommunen har 3 183 invånare (2023).
Kommunen består av orterna Echichens, Saint-Saphorin-sur-Morges, Colombier och Monnaz. Orterna var tidigare självständiga kommuner, men slogs samman 1 juli 2011 till kommunen Echichens.